# Frankie and Johnnie
Frankie and Johnnie è un film del 1936 diretto da Chester Erskine e, non accreditato, da John H. Auer. Prodotto dalla Republic Pictures, fu l'ultimo film interpretato da Lilyan Tashman che morì durante le riprese, nel marzo del 1934. La produzione venne ritardata dalla sua scomparsa e la parte dell'attrice venne ridotta a poco più di un cameo. Il film uscì solo il primo maggio del 1936.

## Produzione
Il film fu prodotto dalla William Saal Productions

## Distribuzione
Distribuito dalla Republic Pictures, il film uscì nelle sale cinematografiche USA il 1º maggio 1936.
Nel 2004, il film è uscito in DVD distribuito dalla Teakwood Video.